# 拉米·本塞拜尼
阿米尔·萨勒曼·拉米·本塞拜尼（阿拉伯語：أمير سلمان رامي بن سبعيني，1995年4月16日—），阿尔及利亚职业足球运动员，司职左边后卫，中后卫，现效力于德甲多特蒙德。